# Nanteuil-le-Haudouin

Nanteuil-le-Haudouin este o comună în departamentul Oise, Franța. În 1 ianuarie 2022 avea o populație de 4.274 de locuitori.